# Belfagor (romanzo)
Belfagor (Belphégor) è un celebre romanzo scritto nel 1925 da Arthur Bernède.

## Trama
Il giornalista Bellegarde, assistito dal detective Chantecoq cerca di scoprire chi si cela dietro la maschera del dio moabita Belfagor, che sta seminando l'inquietudine all'interno del celebre museo parigino del Louvre.

## Cinema e televisione
Il romanzo è stato portato per la prima volta sul grande schermo nello stesso anno, il 1927, dal regista Henri Desfontaines, nel serial cinematografico omonimo con sceneggiatura dello stesso Bernède.
Dal romanzo è stato tratto inoltre nel 1965 lo sceneggiato televisivo Belfagor o Il fantasma del Louvre ((Belphégor ou Le fantôme du Louvre) dell'emittente francese ORTF, Office de Radiodiffusion Télévision Française.
Nel 2001 è stato prodotto il film Belfagor - Il fantasma del Louvre (Belphégor – Le fantôme du Louvre), anch'esso derivato dal romanzo e diretto da Jean-Paul Salomé, con Sophie Marceau, Michel Serrault, Frédéric Diefenthal e Julie Christie.